# Pteromalus timidus
Pteromalus timidus är en stekelart som beskrevs av Dalla Torre 1898. Pteromalus timidus ingår i släktet Pteromalus och familjen puppglanssteklar. Inga underarter finns listade i Catalogue of Life.